# San Diego Film Critics Society Awards 1999
I premi del 4° San Diego Film Critics Society Awards sono stati annunciati il 20 dicembre 1999.

## Premi e nomination

### Miglior attore
Kevin Spacey – American Beauty
- Russell Crowe – Insider - Dietro la verità

### Miglior attrice
Annette Bening – American Beauty
- Reese Witherspoon – Election

### Miglior regista
David Lynch – Una storia vera

### Miglior film
American Beauty

### Miglior film in lingua straniera
Tango (Tango, no me dejes nunca), regia di Carlos Saura • Spagna / Argentina
- Lola corre (Lola rennt), regia di Tom Tykwer • Germania

### Migliore sceneggiatura originale
Essere John Malkovich – Charlie Kaufman

### Migliore adattamento della sceneggiatura
Election – Alexander Payne, Jim Taylor
- Le regole della casa del sidro – John Irving

### Miglior attore non protagonista
Philip Seymour Hoffman – Flawless - Senza difetti
- Christopher Plummer – Insider - Dietro la verità

### Migliore attrice non protagonista
Thora Birch – American Beauty
- Angelina Jolie – Ragazze interrotte

### Premio alla carriera
Yun-Fat Chow